# Старое Село (Кубенский сельсовет)
Старое Село — деревня в Вологодском районе Вологодской области.
Входит в состав Кубенского сельского поселения, с точки зрения административно-территориального деления — в Кубенский сельсовет.
Расстояние по автодороге до районного центра Вологды — 40 км, до центра муниципального образования Кубенского — 10 км. Ближайшие населённые пункты — Евлашево, Федурино, Перхурьево, Воздвиженье, Фомкино, Посыкино, Турутино.
По переписи 2002 года население — 17 человек.